# Fortune Feimster

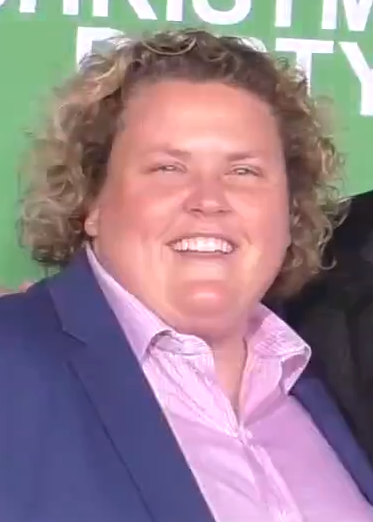
Fortune Feimster (2016)

Emily Fortune Feimster (Charlotte (North Carolina), 1 juli 1980) is een Amerikaanse schrijfster, comédienne en actrice. Nadat ze haar televisiedebuut maakte op NBC's Last Comic Standing in 2010, speelde Feimster de rol van Colette op The Mindy Project.
Feimster onthulde in 2005, op vijfentwintigjarige leeftijd, dat ze lesbisch is. Ze verloofde zich begin 2018.